# Музей императорского дворца
Музей императорского дворца (кит. трад. 國立故宮博物院, упр. 国立故宫博物院, пиньинь Guólì Gùgōng Bówùyùan, палл. Голи Гугун Боуюань, буквально: «Национальный музей „Бывший императорский дворец“»; англ. National Palace Museum) — художественно-исторический музей в Тайбэе, столице Китайской Республики (Тайваня). Занимает 6-е место в мире по посещаемости (2015). В литературе часто упоминается как музей «Гугун» (англ. Gugong), хотя это название применимо и к одноимённому музею в Пекине.

## Общие сведения
| Категория                                                                   | Кол-во предметов |
| --------------------------------------------------------------------------- | ---------------- |
| Изделия из бронзы                                                           | 6225             |
| Керамика                                                                    | 25 555           |
| Изделия из жада                                                             | 13 478           |
| Лак                                                                         | 767              |
| Эмаль                                                                       | 2520             |
| Художественная резьба                                                       | 663              |
| Монеты                                                                      | 6953             |
| Текстильные изделия                                                         | 1571             |
| Живописные работы                                                           | 6580             |
| Каллиграфические работы                                                     | 3707             |
| Принадлежности для каллиграфии                                              | 2379             |
| Книги образцов для каллиграфии                                              | 495              |
| Гобелены и вышивка                                                          | 308              |
| Веера                                                                       | 1880             |
| Редкие книги                                                                | 212 169          |
| Архивные документы династии Цин                                             | 386 863          |
| Документы на маньчжурском, монгольском и тибетском языках                   | 11 501           |
| Тушевые оттиски (кит. 拓片)                                                 | 898              |
| Разное (религиозные принадлежности, одежда и аксессуары, табачные пузырьки) | 12 978           |
| Всего                                                                       | 697 490          |

Музей императорского дворца в Тайбэе является одной из крупнейших сокровищниц, где собрана замечательная коллекция памятников китайской культуры и истории, охватывающая развитие более чем 8-тысячелетней цивилизации в Китае — от эпохи неолита и до свержения императорской династии Цин. По состоянию на февраль 2018 года, в собрание музея входит 697 490 предметов, большинство из которых прежде находились в коллекции императора Цяньлуна. В залах музея постоянно выставлены только их лучшие образцы, так как само собрание слишком обширно, чтобы полностью демонстрироваться на выставочных площадях.
Директор музея императорского дворца — У Ми-ча (кит. 吳密察). Он является членом правительства Тайваня и непосредственно подчиняется премьер-министру страны, однако в октябре 2021 года поддержал предложение о переходе музея в ведение Министерства культуры.

## История
Музей был открыт 10 октября 1925 года в Пекине, на территории Запретного города. В феврале 1948 года, во время гражданской войны в Китае, значительная часть его коллекции была перевезена на Тайвань. Всего было переправлено морем 2972 ящика с экспонатами пекинского музея, содержавших наиболее ценные произведения искусства. Некоторое время после прибытия на Тайвань ящики с коллекцией хранились на железнодорожных складах, затем — на сахарном заводе. Позднее собрание находилось в различных музеях Тайваня и в государственной библиотеке, пока в марте 1964 — апреле 1965 года для него не был построен отдельный музейный комплекс. Открытие нового музея в Тайбэе состоялось 12 ноября 1965 года.
В 2005 году, к 80-летию музея, известного тайваньского кинорежиссёра Хоу Сяосяня пригласили снять рекламный фильм для музея; проект был завершен в 2008 году.
Одной из задач, имеющих большое значение для роста лицензионного потенциала музея, является дигитизация — оцифровка экспонатов. Еще в 2007 году музей заказал частной компании «Дэ и» (Lee & Lee) цифровые фотографии предметов из его собрания. Возможность фотографировать многие из артефактов, особенно живописные и каллиграфические свитки, предоставляется чрезвычайно редко — из опасения, что яркий свет и изменение температуры могут их повредить.
В 2014 году музей посетили 5 402 325 человек, в 2015 — 5 291 797 человек, в 2016 — 6 142 892 человека.

## Галерея
- Жадеитовая капуста
- Камень в форме мяса